# Ravbarjev večer
Ravbarjev večer je glasbena prireditev, ki jo v juniju organizira Vokalna skupina Unica. Za prizorišče glasbenega dogodka so organizatorji izbrali Ravbarjev stolp pred Planinsko jamo, iz katere priteka reka Unica. Prvi Ravbarjev večer je bil organiziran v letu 2006, vodilo prireditve pa ves čas ostaja Sine musica nula vita.
Na Ravberjevem večeru so se do sedaj predstavili: 
Vokalna skupina Unica; 
Otroška gledališka skupina Ščukice, Planina; 
Podružnična osnovna šola A. Globočnika, Planina;   
Vzgojni zavod Planina; 
Kulturno društvo Otroci z Majlonta, Postojna; 
Moški pevski zbor Tabor, Cerknica; 
DePZ Mavrica, Postojna; 
Oktet Zven, Ljubljana; 
Moški pevski zbor Košana; 
Mešani pevski zbor Šentviški zvon, Šentvid pri Lukovici;  
Vokalna skupina Jazzy.si;  
Ljudski godci Duo Malič;  
Godalni orkester Glasbene šole Postojna; 
Big Band Hrošči Marezige; 
Plesna skupina Veseli polžki, Vrhnika; 
Plesni klub Tinča, Kranj;
KUD Erato,Izola; fotografa Marko Simić ter Miro Kolar; zbiratelj Branko Medarevič;
Natalija Janškovec, Straža;
Vokalna skupina Aves, Krško;   
Vokalna skupina Slavna, Pivka;
Vokalna skupina Goldinar, Postojna;
Vokalna skupina Jazzva, Ljubljana;
Tamburaši KUD Ivan Lončarič, Trniče;
slikar Martin Rojko in drugi.